# Disc-jockey

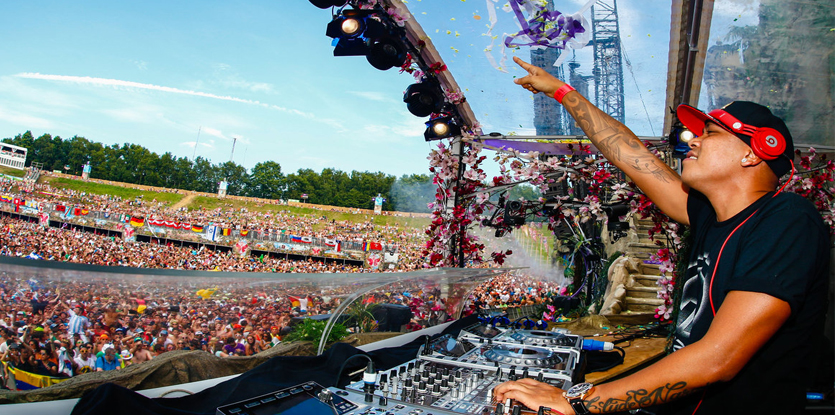
Un dj actuando en Tomorrowland, el festival de música electrónica más grande del mundo

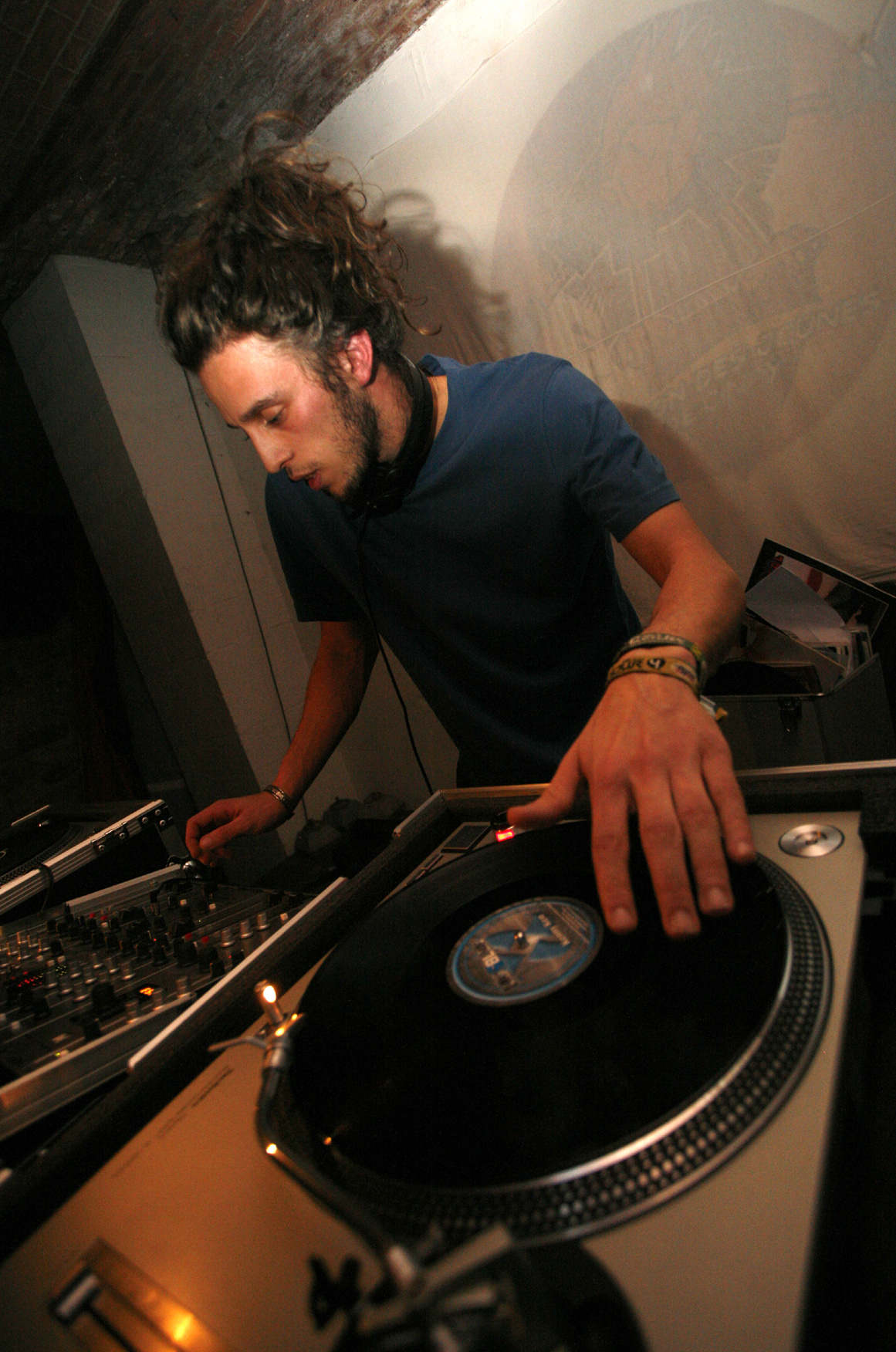
Un dj mezclando música con tocadiscos

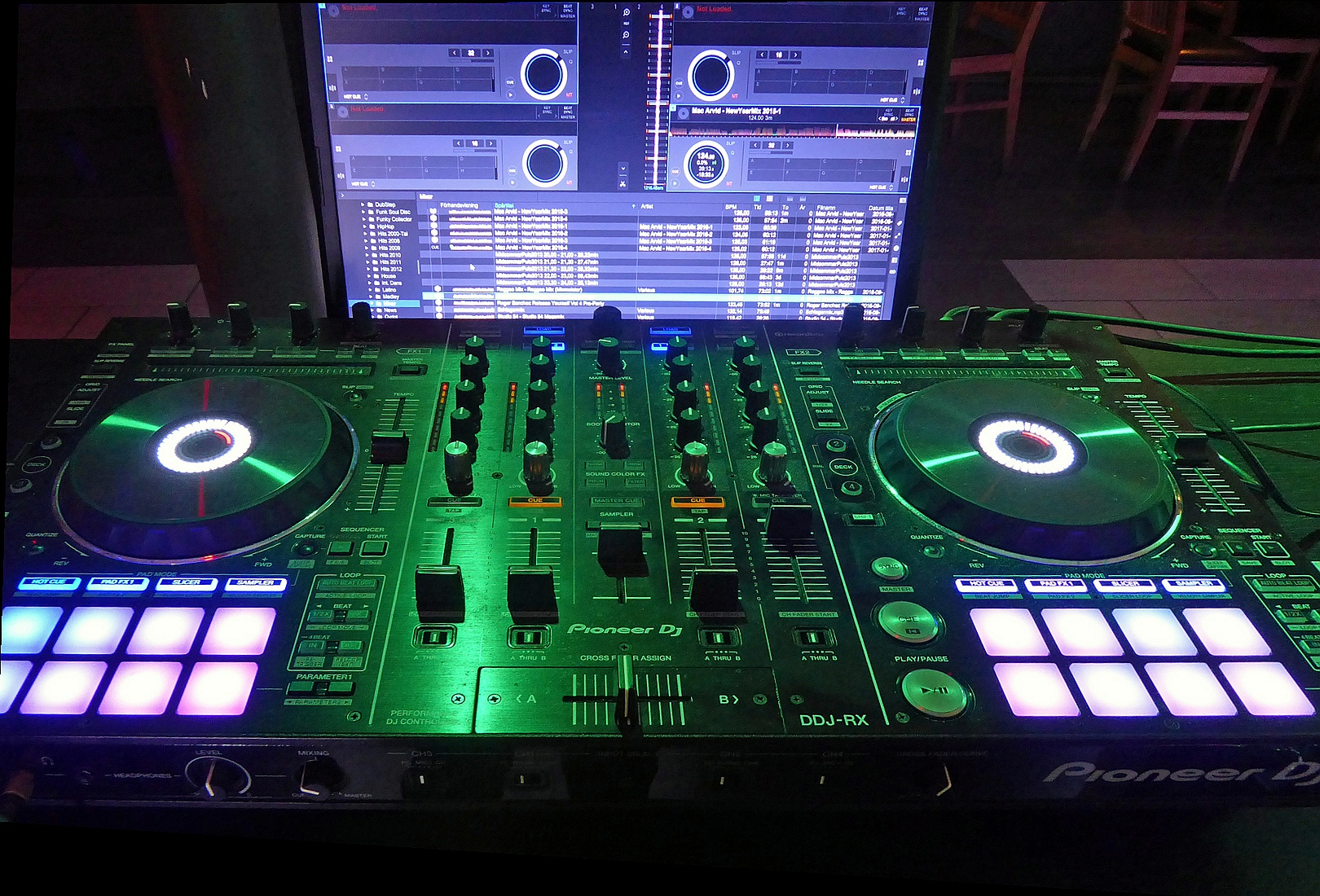
Pioneer DJ Digital Controller con rekordbox software

Se conoce como disc-jockey (también llamado DJ o deejay), disyóquey o pinchadiscos a la persona que selecciona y mezcla música grabada propia o de otros compositores y artistas, para ser escuchada por una audiencia. Originalmente, el término disc (o comúnmente disk en inglés estadounidense) se refería a los discos fonográficos, y no a los posteriores discos compactos. Hoy, el término incluye cualquier tipo de reproducción de música, independientemente del medio que se use.
Existen varios tipos de pinchadiscos: los de radio reproducen música que es emitida en sus programas, uno de club selecciona música en diferentes lugares, como baires, clubs o discotecas. Los pinchadiscos de hip hop suelen utilizar varios discos, y su música suele servir de base para que un MC cante sobre ella. Además, este tipo de disyóquey lleva a cabo múltiples efectos, conocidos como turntablism. En la música jamaicana, el pinchadiscos (deejay) no pone discos, sino que a diferencia del significado del término en los anteriores contextos, se encarga de cantar practicando lo que se conoce como toasting. El individuo que pone los discos en Reino Unido suele formar parte de un itinerante sound system, y es conocido como selector.
Sin embargo, en 2021, como diferenciación del término disc-jockey surge el término denominativo disc-player (abreviado como DP) para referirse a aquella persona que en sus sesiones de reproducción de canciones no las mezcla y, por tanto, no emplea la técnica de mezcla de beats (como si la emplea el disc-jockey). El disc-player no mezclando las canciones entre ellas, tal y como su denominación hace referencia se caracteriza por únicamente pulsar la función play para reproducir la siguiente, a la finalización de la anterior.
Los términos disc-player y disc-jockey posibilitan a la persona que va a ser contratada asignarse los géneros musicales que caracterizan a cada uno de estos dos términos (géneros a reproducir en sus sesiones), permitiendo así al empresario conocerlos con exactitud (previamente a contratar a la persona), a fin de evitar que una vez iniciada la sesión no encaje el género con el fin del evento. El disc-jockey emplea géneros musicales mezclables sus beats y a requerir de la correspondiente técnica: música electrónica, hip hop, rap, reguetón, mientras que el disc-player emplea cualquier otros géneros no mezclables sus beats y por tanto a no requerir de técnica ninguna. Las actuaciones más comunes del disc-player suelen tener lugar en bodas mayormente. Aunque igualmente tienen lugar en bares, discotecas, terrazas y fiestas, sus actuaciones nunca lo son en estos mismos pero caracterizados por ofrecer exclusivamente música electrónica.
Muchos de los disyoqueis más conocidos son también productores musicales, grabando sus propias creaciones (mezclas, remezclas, o composiciones) para su posterior venta y distribución.

## Equipo y técnicas

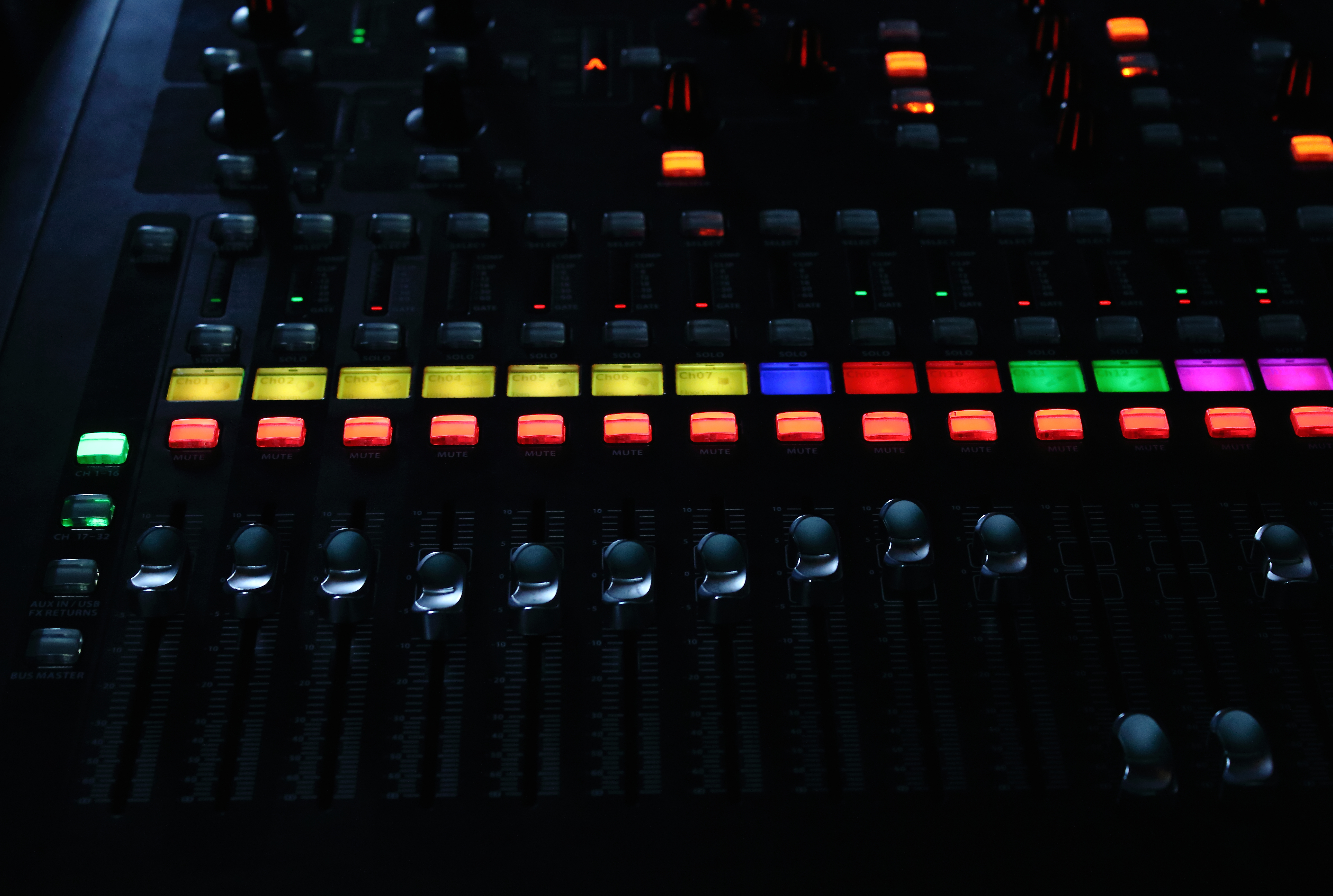
Equipo de audio.

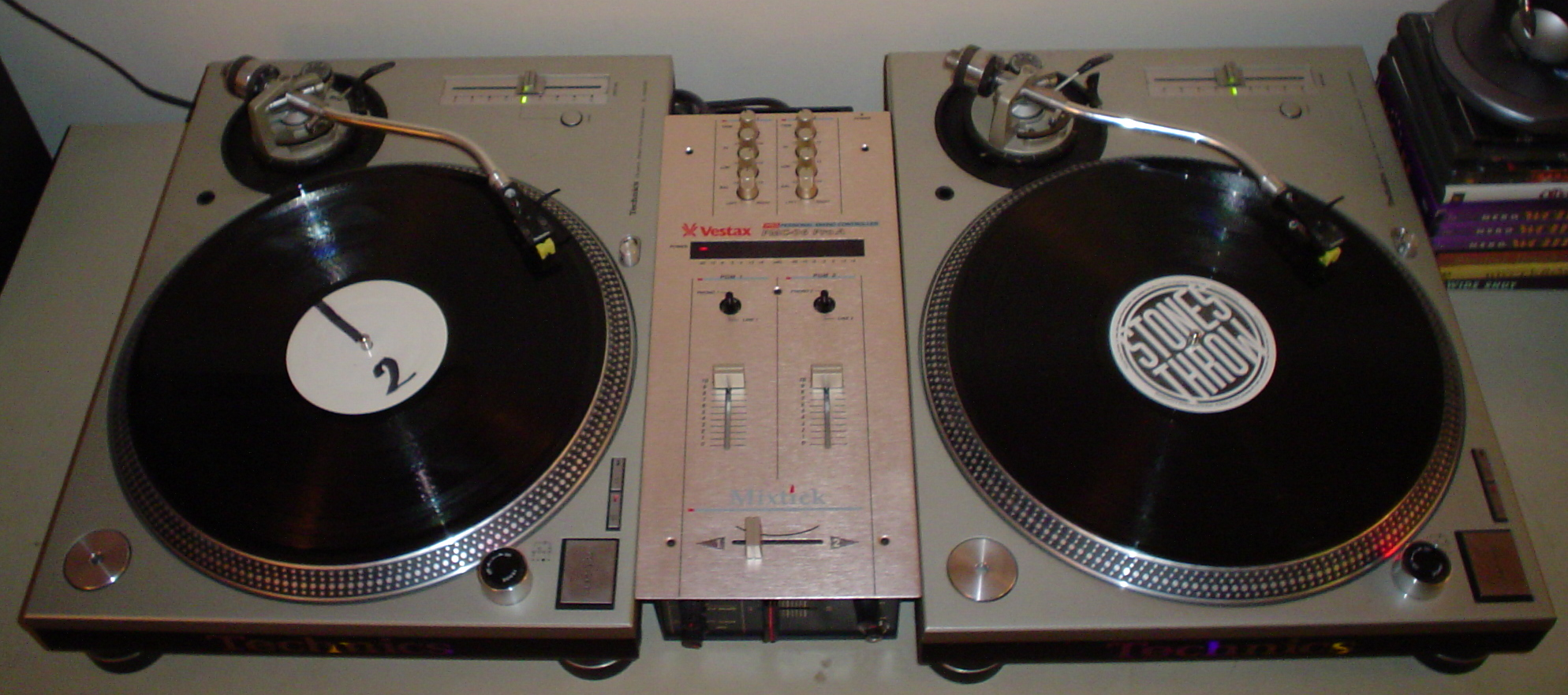
Equipo básico de un pinchadiscos.

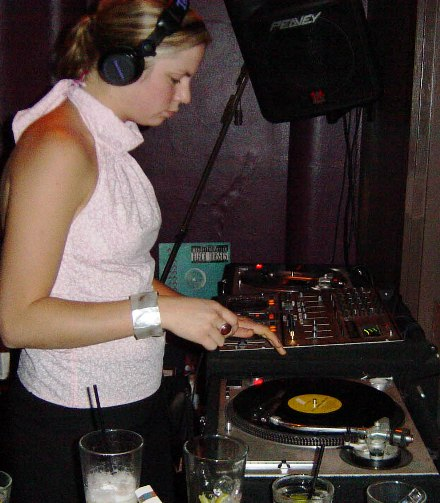
Una DJ utilizando un equipo básico.

El equipo de un DJ suele incluir alguno de los siguientes elementos:
- Sonido grabado en el formato preferido por el pinchadiscos (disco de vinilo, disco compacto, archivos digitales, etc.).
- Una combinación de dos aparatos que permitan reproducir el sonido y alternar consecutivamente entre uno y otro, de modo que se cree una corriente continua de música sin saltos (reproductores de discos, reproductores de CD, dispositivos móviles, programas informáticos especializados para reproducir MP3, etc.).
- Un secuenciador múltiple que permita mezclar temas en MIDI con una señal de audio digital.
- Un sistema emisor y amplificador de sonido.
- Una mesa de mezclas específica para DJ, que suele contar con entre dos y cuatro canales y un crossfader que permite pasar de una canción a la siguiente de modo suave, aunque también puede ser a través de un corte directo.
- Auriculares, utilizados para escuchar uno de los discos cuando el otro está sonando, y así decidir el punto exacto del que no suena en el que comenzará a sonar (cue o entrada), normalmente sincronizado con el que ya está sonando.
- Opcionalmente, un micrófono, que permite al pinchadiscos introducir las canciones, dar explicaciones a la audiencia o simplemente animar al público.

A este equipo básico se puede añadir, opcionalmente, otros elementos que permiten manipular y mejorar el sonido:
- Procesadores de efectos de sonido (ecualizador, delay, reverb, pitch, chorus, flanger, etc.).
- Programas para manipular los archivos cuando son digitales.
- Programas para mezclar vídeos musicales.
- Samplers.

Existen multitud de técnicas utilizadas por los pinchadiscos para lograr mejorar la mezcla de discos y así fusionar la música que está sonando en un momento y en el siguiente. Estas técnicas incluyen principalmente el pinchado, la ecualización y la mezcla de audio de dos o más fuentes diferentes. La complejidad y frecuencia de las técnicas especiales utilizadas en la mezcla dependen en gran medida del entorno en el que trabaja el DJ. Mientras que no es habitual en el caso de los DJ de radio, sí se da mucho en los DJ de club, que necesitan llevar a cabo mezclas suaves y sin que se noten entre discos.
Entre las técnicas de los DJ de club, muchas de ellas originadas en la cultura del turntablism típica del hip hop, se encuentran el beatmatching, el phrasing y el slip-cueing. Los pinchadiscos profesionales también utilizan la mezcla de armónicos para poder mezclar canciones que son compatibles en términos de escala musical. El turntablism consiste en el arte de practicar cutting, beat juggling, scratching, needle drop, phase shifting, back spinning, y otras técnicas, todo ello con el objeto de lograr transiciones entre discos del modo más creativo posible. Además de lo anterior, el turntablism está considerado también como una forma de utilizar el tocadiscos como un instrumento musical por sí mismo.

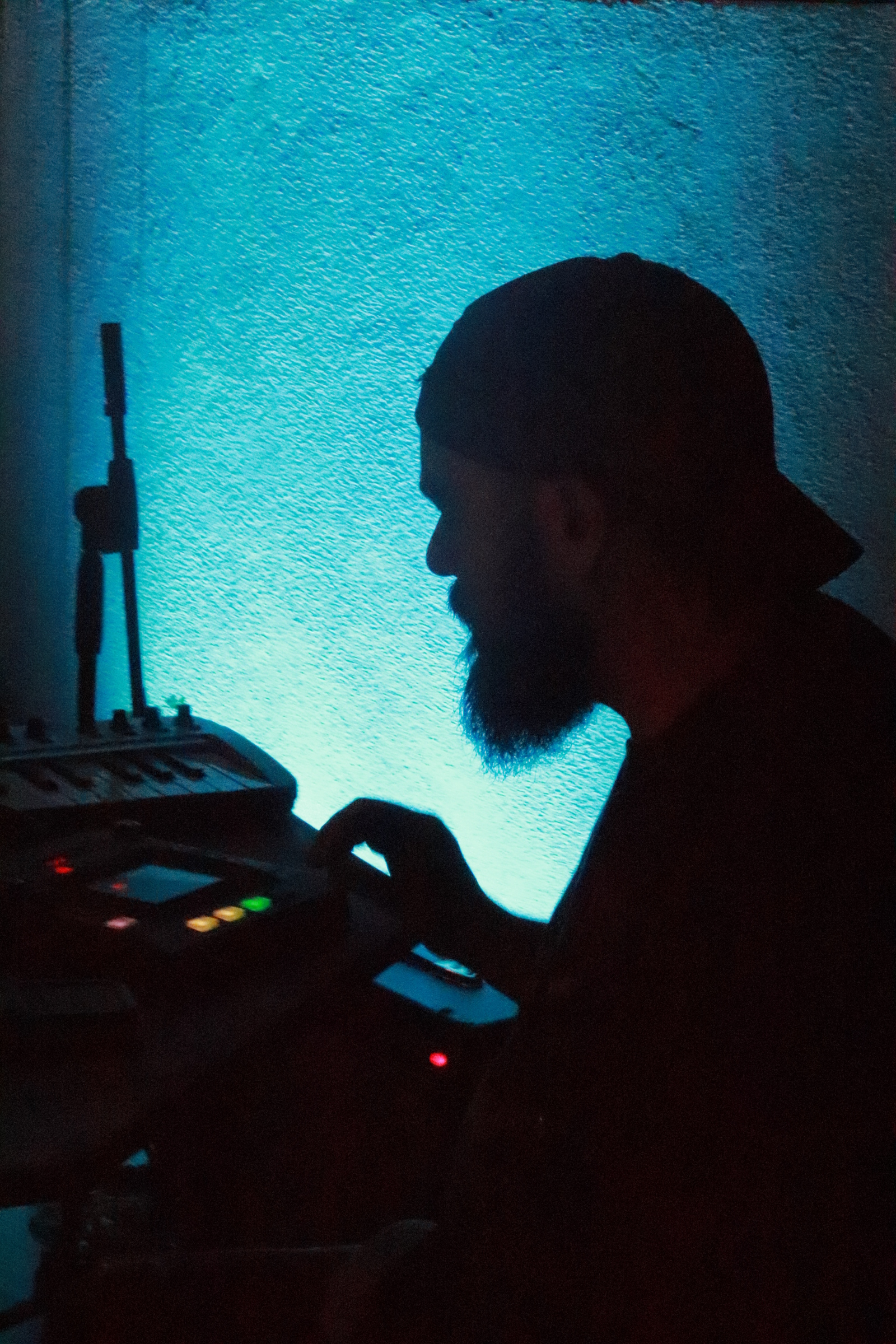
Música electrónica y vida nocturna.

## Técnicas principales
Entre las técnicas más importantes se encuentran el:
Groove
Se utiliza la palabra groove para referirse, bien a la composición de música con alto componente rítmico, o para la práctica entre DJ de crear un ambiente continuo y progresivo de baile mediante la conexión coordinada de música contenida en varios discos o fuentes. Para crear un groove continuo, el recurso más común es adecuar la velocidad de tempo de la canción próxima al tempo de la que está sonando, de manera que no hay interrupciones ni cambios de ritmo en el baile. También se debe de tener en cuenta el timing, o sea, el tiempo de la intro y el final de las canciones, tanto la entrante como la saliente, puesto que lo que se quiere, aparte de cuadrar el tempo (BPM, beats per minute) para que el ritmo sea el mismo, es que no queden espacios de sólo base musical muy largos en la mezcla. La creación o mantenimiento de un groove tiene un alto factor estético, por lo que un buen DJ es aquel que sabe escoger los mejores temas, en el mejor momento, o de la forma más original.
Breakbeat
Es una de las técnicas más antiguas para crear un groove. Normalmente utilizando dos discos iguales —aunque se pueden crear breakbeats interesantes con discos contrastados—, se hace repetir continuamente una serie de compases escogidos de una canción, con el fin de crear un ritmo insistente y bailable, llamado loop.
Remezcla
La remezcla (en inglés: remix) es una técnica derivada del breakbeat y el groove, consistente en transformar una canción a base de añadirle otras pistas, sobre todo rítmicas, para darle otro aspecto. Generalmente se busca convertir canciones para la pista de baile y mejorar la calidad de música para que las personas escuchen una misma «a capela» pero con diferentes ritmos o diferentes ritmos con una «a capela». Este trabajo comúnmente se hace en el estudio de grabación, mediante el reversionado de los masters de las canciones originales, con samples y otros secuenciadores electrónicos, pero es también practicado en la mesa del pinchadiscos. Existe un amplio mercado de discos de breakbeats y ritmos, jingles y ambientes sonoros listos para ser mezclados sobre el groove a gusto del disc-jockey.
Turntablismo
El turntablismo, el loop mediante el breakbeat, el scratch y el back spin, como técnicas esenciales de trabajo, han derivado en un virtuosismo técnico con un mérito realmente loable como disciplina artística. Beatjugglings, flares, crabs, la creatividad del Dj se ha disparado del simple acompasamiento estructural y rítmico a crear música a partir de los sonidos del propio vinilo. No obstante, la multiplicidad de fuentes de mezcla son variadas, desde los CD players hasta el ordenador, entre otros. Sin embargo, la mística y esencia del Dj tradicional radica en mezclar con vinilos, ya que mediante los giradiscos (comúnmente llamados platos) se puede lograr un sonido más «humano» o artesano, además de ser una fuente de sonido más manipulable ya que el vinilo está directamente al alcance del pinchadiscos mientras gira y reproduce su contenido, permitiendo hacer una diversidad de trucos turntablism.

## Historia

### SigloXX-años 1920

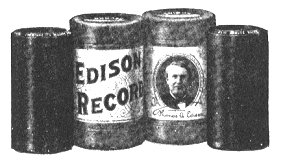
Grabación en cilindro de fonógrafo.

En 1857, Leon Scott inventó el fonoautógrafo en Francia, el primer aparato diseñado para grabar sonido pero que no permitía reproducir sonido pregrabado. En 1877, Charles Cros inventó un fonógrafo en Francia patentado antes que el de Thomas Alva Edison, pero nunca lo construyó. Edison inventó un cilindro de fonógrafo, el primer aparato que permitía reproducir sonido pregrabado. En 1892, Emile Berliner comenzó la reproducción comercial de sus discos de gramófono, los primeros discos en ser ofrecidos al público. En 1906, Reginald Fessenden logró transmitir la primera señal de radio de la historia.
El primer disc-jockey de radio del mundo fue Ray Newby, de Stockton (California). En 1909, a la edad de 16 años, Newby comenzó a reproducir discos de modo regular, gracias a la autorización del pionero de la radio Charles Doc Herrold. Hacia 1910, los programas radiofónicos ya utilizaban tanto sonido pregrabado como en directo. En los primeros años de la radio, al programador y conductor no se le conocía todavía como disc-jockey. En los años 1920, se popularizaron los juke joint como lugares donde beber y bailar escuchando música de jukebox pregrabada. En 1927, Christopher Stone se convirtió en el primero locutor y programador de radio del Reino Unido para la emisora BBC. En 1929,Thomas Edison detuvo la producción de cilindros de fonógrafo, terminando con la rivalidad entre estos y los discos de pasta.

### Años 1930-1950
En 1935, el comentarista estadounidense Walter Winchell acuñó el término disc-jockey (una combinación de disc, en referencia a los discos grabados, y jockey, el operador de la máquina) como una descripción del locutor radiofónico Martin Block. Mientras que la audiencia esperaba al desarrollo del secuestro de Lindbergh, Block reproducía discos de pasta de música jazz-bebop, creando la ilusión de estar emitiendo desde una sala de baile en la que los principales grupos del país tocaban en directo. El programa, al que el conductor llamó Make Believe Ballroom, fue un éxito instantáneo.
En 1943, Jimmy Savile lanzó la primera fiesta de baile con DJ, donde reproducía discos de jazz en la sala de arriba de un local de Otley (Inglaterra). En 1947, se abrió el club nocturno Whiskey à Go-Go en París, Francia. Está considerado como la primera discoteca del mundo, entendiendo por discoteca lo que su nombre francés original (discothèque) venía a significar, esto es, un club nocturno donde la música que suena está grabada y no es tocada por un grupo en directo. Las discotecas comenzaron a extenderse por Europa y Estados Unidos.
Durante los años 1950, los DJ de radio estadounidenses comenzaron a aparecer con cada vez más frecuencia en platter parties o sock hops, realizando programas donde asumían cada vez más el rol de un jukebox humano. Solían tocar en un solo tocadiscos discos de 45 rpm, normalmente éxitos, hablando entre canciones. En algunos casos, se contrataba un batería para tocar en directo entre canciones y mantener la pista de baile activa. En 1955, Bob Casey, un conocido sock hop DJ, llevó a Estados Unidos el sistema de dos tocadiscos.
Hacia finales de los años 1950, el sound system, una nueva forma de entretenimiento, fue desarrollado en los guetos de Kingston (Jamaica). Los promotores, que se llamaban a sí mismos DJ, solían organizar grandes fiestas en las calles que estaban centradas en la actividad de un disc-jockey, llamado «selector», que tocaba música de baile utilizando grandes sistemas amplificados y cantaba sobre la música con un estilo rítmico llamado toasting.

### Años 1960 y 1970
Hacia mediados de los años 1960, los clubs nocturnos y discotecas seguían creciendo en Europa y Estados Unidos. Comenzó a aparecer tecnología específica para los pinchadiscos, como el clásico mezclador CMA-10-2DL de Rudy Bozak. En 1969, el DJ estadounidense Francis Grasso popularizó el beatmatching en el club Sanctuary de Nueva York. El beatmatching es la técnica que permite crear transiciones imperceptibles entre discos al hacer coincidir el tempo de los discos que se sincronizan. Grasso también desarrolló la técnica del slip-cueing, mediante la cual se sujeta un disco quieto mientras el tocadiscos sigue girando por debajo, soltándose el disco en el momento deseado para crear una transición repentina con el disco anterior.
En 1968 comenzó la decadencia de la mayor parte de los clubs de baile y discotecas. La mayoría, o bien fueron cerrados o bien fueron transformados en clubs con bandas en directo. Fue entonces cuando las block parties o fiestas en las comunidades de vecinos comenzaron a tener lugar, siguiendo el ejemplo de los sound systems jamaicanos.
En 1973, DJ Kool Herc, DJ jamaicano considerado como «el padre de la cultura hip hop», ya tocaba en las block parties del barrio neoyorquino del Bronx. Fue entonces cuando desarrolló la técnica de mezclar hacia delante y hacia atrás dos discos iguales para lograr extender el tramo instrumental rítmico, o break. El turntablism, el arte de utilizar los tocadiscos no solo para reproducir música sino también para manipular el sonido y crear música original, comenzaba a desarrollarse.
En 1974, Technics lanzó el primer tocadiscos SL-1200. Desde entonces ha sido el referente para los DJ.
Hacia mediados de los años 1970, una mezcla de soul y funk con pop conocida como música disco despegó y se hizo muy popular en Estados Unidos y Europa, provocando un renacer de las discotecas. A diferencia de los clubs de los años 1960, que incluían grupos en directo, en 1975 las discotecas empezaron a reforzar la imagen del DJ, que recuperaba vigencia con su labor de pasar música.

### Años 1980

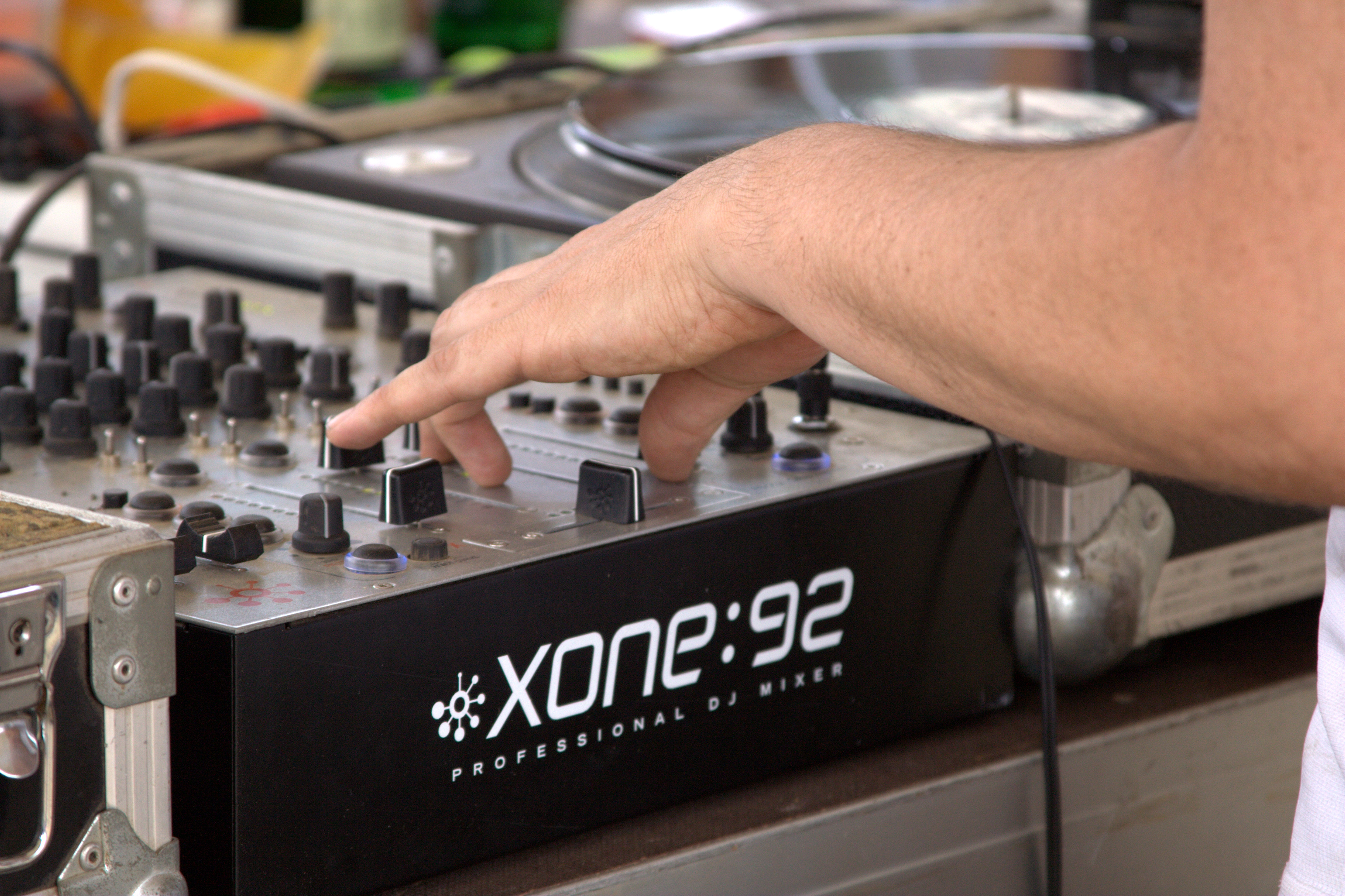
Un DJ mezclando.

A comienzos de los años 1980, el DJ de música disco de Nueva York Larry Levan, conocido por sus sesiones eclécticas, era un DJ de culto, y el club en el que actuaba, el Paradise Garage, el prototipo de un club de baile moderno. Es en esta época cuando surge en Chicago la música house. El nombre viene de una discoteca de la ciudad llamada The Warehouse, donde el DJ residente Frankie Knuckles mezclaba la música disco con el synth pop europeo. La Música house se caracteriza por tomar elementos del disco pero estar creada electrónicamente por completo mediante sintetizadores y contar con patrones rítmicos de 4/4 muy marcados. Paralelamente, surge el techno en Detroit. En el año 1985 se celebra por primera vez la Winter Music Conference en Florida, un evento exclusivamente para disc-jockeys de música electrónica de baile.
En 1985, TRAX Dance Music Guide fue lanzada en Estados Unidos. Se trataba de la primera revista a nivel nacional para disyoqueis. En 1986, el tema rap/rock «Walk This Way», compuesto por Run DMC y Aerosmith, se convirtió en la primera canción de hip hop en lograr la categoría top 10 de los premios Billboard Hot 100. En 1988, la revista DJ Times fue publicada por primera vez. Era la primera revista específicamente para DJ profesionales. Desde mediados de los años 1980, el negocio de las bodas y banquetes comenzó un proceso de transformación radical con la introducción de la música tocada por los DJ, que reemplazó a los grupos en directo tradicionales.
A finales de la década de 1980 las radiodifusoras en Houston como la Power 104 (KRBE) y la desaparecida 93Q (KKBQ-FM, que desde 1991 opera como estación de música Country) se disputaban la preferencia del público al iniciar sus respectivas transmisiones de música mezclada en vivo desde las discotecas y pistas de baile más atractivas de la ciudad en aquel entonces. Una de las discotecas más frecuentadas fue el Club 6400 en la zona de la avenida Richmond. Debido a lo que se inició en Houston, muchos otros mercados de radio desde Los Ángeles hasta Filadelfia así como en otras ciudades de los EE. UU., para entonces también empezaron a realizar transmisiones con DJs mezclando en vivo. Esta tendencia continuó hasta a mediados de los años 2000.

### Años 1990
A comienzos de los años 1990 surgió el movimiento rave en torno a la escena acid house. Las raves cambiaron en buena medida la música de baile, la imagen de los pinchadiscos y la naturaleza de la organización de este tipo de eventos. Sin ser su objetivo, a partir de la escena rave-dance comenzó a desarrollarse la idea del DJ superestrella o superstar DJ, que establecieron marcas alrededor de sus propios nombres y de su sonido particular. Algunos de estos superstars DJ célebres recorren el mundo siendo capaces de entrar en otros géneros musicales y en otras actividades.
En la década de los años 1990 también se produjeron importantes cambios tecnológicos. El disco compacto sobrepasó al disco de vinilo en popularidad, comenzando a utilizarse el formato digital cada vez más para pinchar en dispositivos digitales llamados compacteras para DJ. Estas se volvieron una referencia dentro del mercado, al punto de convertirse en estándares dentro de la industria. Sin embargo, el vinilo se sigue produciendo en pequeñas cantidades, específicamente para los DJ, que siguen utilizando todavía este formato en el siglo XXI.

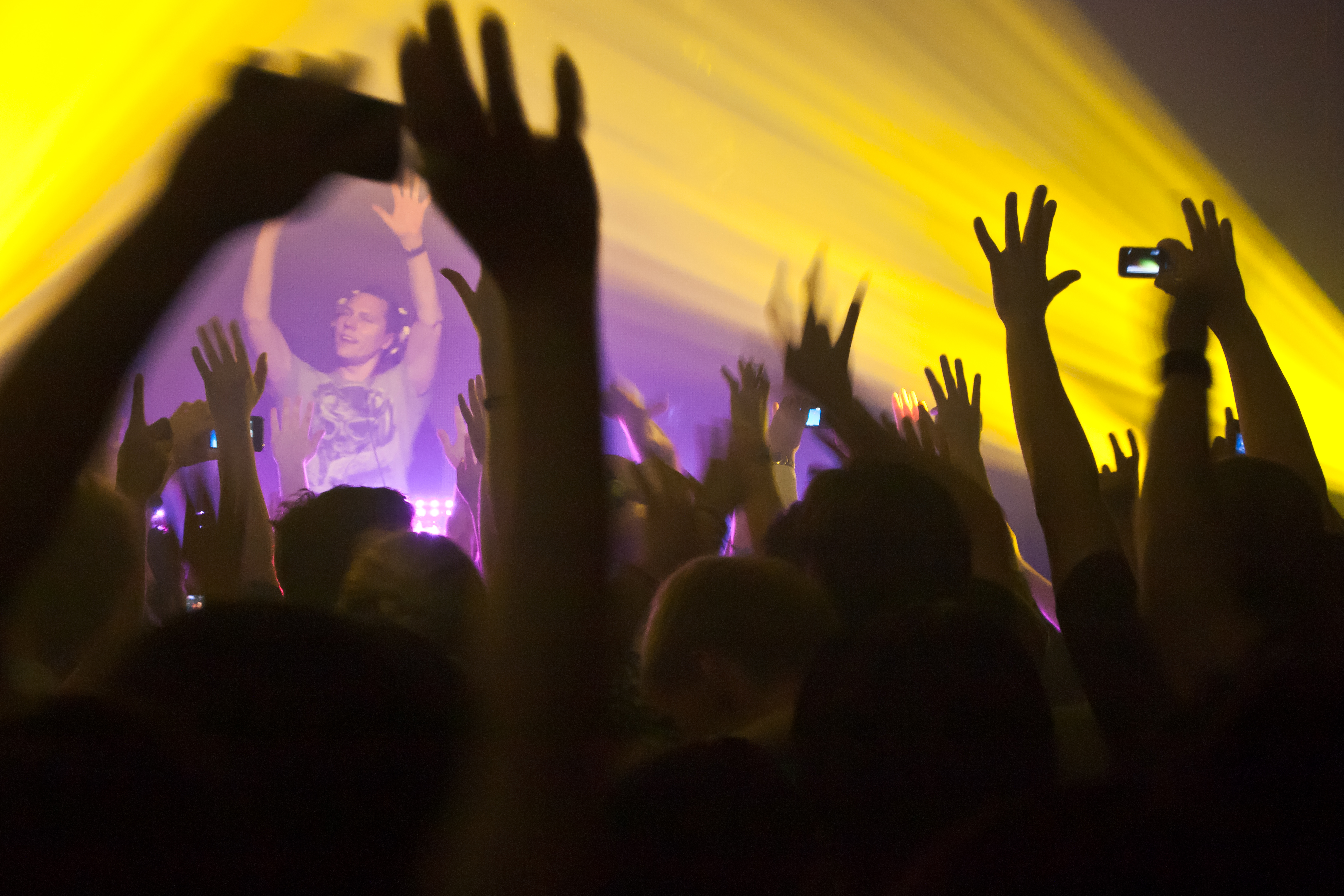
Un DJ actuando en una discoteca.

### Años 2000-actualidad
A mediados de los años 2000 se evolucionó hacia el uso de los archivos digitales, los cuales introdujeron una transformación mayor dentro del mundo de los pinchadiscos. 
También la entrada al mercado de las conocidas DJ Controllers, las cuales son aparatos que manipulan la música en formato digital de un ordenador, ha cambiado los parámetros que el Dj necesitaba para mezclar. Hay que recordar que "las máquinas son al techno lo que las guitarras al rock: Ingenios técnicos manipulados por la imaginación para inventar un nuevo universo sónico; Cajas de ritmo, secuenciadores, sintetizadores y el príncipe de la era digital: el sampler"(Carl Craig cit. Por Patginestós y Sala). Algunos DJ son más versátiles y se adaptan al tipo de tornamesas del evento.